# Granollers
Granollers – miasto w Hiszpanii we wschodniej Katalonii, siedziba comarki Vallès Oriental, jednocześnie największe miasto regionu.